# Tsjetsjoejsk
Tsjetsjoejsk (Russisch: Чечуйск) is een dorp (selo) in de gemeente Joebilejny het district Kirenski van de Russische oblast Irkoetsk. Het dorp ligt aan noordzijde van de rivier de Lena en heeft wegverbindingen met Kirensk in het zuiden (64 km) en het dorp Podvolosjino in het noordwesten (29 km). 
In het dorp bevindt zich een middelbare school.

## Geschiedenis
Tsjetsjoe is een Jakoets woord dat "slijpsteen" betekent.
De nederzetting werd in de eerste helft van de 17e eeuw onder de naam Tsjetsjoejski Ostrog gesticht als een winternederzetting door Zaporozje-Kozakken op zoek naar jasak. Volgens een bron was desjatnik (hoofd over 10 man) Vasili Boegor uit Jenisejsk de stichter. Hij zou hier zijn gekomen via de rivier de Ilim. Volgens een andere bron werd de plek al in 1620 gesticht door Demjid Pjanda. Vanuit Tsjetsjoejsk liep een overtoom van ongeveer 30 kilometer naar de rivier Beneden-Toengoeska (de tsjetsjoejski volok), naar het gebied van het huidige dorp Podvolosjino, die onder andere in 1622 werd gebruikt door de mannen van Pjotr Beketov. Eind 17e eeuw stond er een ostrog met de ingangstoren gericht op de overtoom naar de Beneden-Toengoeska. Deze toren werd tevens gebruikt als kapel. In 1693 ontstond er een boerenopstand tegen prikaztsjik (belastinginner) P. Chaletski, waardoor de autoriteiten genoodzaakt waren om een aantal concessies te doen aan deze boeren.
In 1723 stonden er 13 huizen en woonden er 70 boeren, dienstlieden en "vrijwandelaren". In het midden van de 17e eeuw was er een douanepost gevestigd. In de jaren 1760 waren er ongeveer 15 boerenwoningen en een kerk. De ostrog was toen al verdwenen. De ingangstoren werd in april 1771 verwoest door de smeltwaterstromen van de Lena. De ostrog was vooral een boerennederzetting gericht op de landbouw. Het was geen post waar jasak werd geïnd. Wel vervulde het door de overtoom een belangrijke functie in de transport van goederen.
Begin 20e eeuw onderzocht de ingenieur en de latere schrijver Vjatsjeslav Sjisjkov in opdracht van de Russische Spoorwegen de mogelijkheid om een kanaal aan te leggen tussen de Beneden-Toengoeska en de Lena. Dit leidde tot een nieuw onderzoek in 1911, maar uiteindelijk werd het project niet uitgevoerd.
Na grote overstromingen in 1962 zijn veel mensen weggetrokken.

## Omgeving
In de buurt van het dorp liggen de dorpen Bansjtsjikovo, Kondrasjina, Nikoelina, Joebilejny, Alymovka, Visjnjakova, Podelnik, Saltykova, Petropavlovsk, Aleksejevka, Aleksejevsk en Orlova.